# Agalinis setacea
Agalinis setacea là loài thực vật có hoa thuộc họ Cỏ chổi. Loài này được (J.F.Gmel.) Raf. mô tả khoa học đầu tiên năm 1837.